# Pat Mastelotto
Pat Mastelotto (* 10. září 1955 Chico, Kalifornie), vlastním jménem Lee Patrick Mastelotto, je americký bubeník a perkusionista, od roku 1994 člen rockové skupiny King Crimson.
Mastelotto začal hrát na bicí ve svých 10 letech, v 16 letech již působil v různých místních kapelách. Po přestěhování do Los Angeles v polovině 70. let 20. století začal působit jako studiový hráč. Postupně spolupracoval např. s Alem Jarreauem, The Pointer Sisters, Patti LaBelle, Kennym Logginsem či Martikou; rovněž koprodukoval dvakrát platinové album Rockland (1989) kanadského kytaristy Kima Mitchella.
V roce 1983 Pat Mastelotto spoluzaložil pop rockovou skupinu Mr. Mister, která vydala tři alba, z nichž Welcome to the Real World (1985) se počátkem roku 1986 umístilo na prvním místě v žebříčku Billboard 200. Po rozpadu Mr. Mister v roce 1989 opět Mastelotto působil jako studiový hudebník. Hrál s XTC, The Sugarcubes, Hall & Oates, Cock Robin, The Rembrandts, Eddiem Moneym, Tinou Arenou, Davidem Sylvianem a dalšími.
Právě u Sylviana se seznámil s Robertem Frippem, který jej v roce 1994 přizval jako druhého bubeníka do obnovené progressive rockové skupiny King Crimson. V polovině 90. let nahrála kapela EP VROOOM (1994) a album THRAK (1995). Po následné přestávce, kdy působily tzv. projeKty (ProjeKcts), a po zredukování počtu hudebníků (Bill Bruford odešel v roce 1997), začali King Crimson znovu působit v roce 1999 a postupně vydali album The ConstruKction of Light (2000), EP Happy with What You Have to Be Happy With (2002) a album The Power to Believe (2003). Po turné v roce 2003 k poslední desce odešel ze skupiny Trey Gunn, naopak se vrátil Tony Levin, ale kapela přestala aktivně působit. Teprve v roce 2008 odehrála menší americké turné i s novým členem, bubeníkem a perkusionistou Gavinem Harrisonem. Po další přestávce byla obnovena v roce 2013 v novém obsazení s Mastelottem jako jedním ze tří bubeníků.
Průběžně Pat Mastelotto spolupracuje např. s Terrym Bozziem, Tonym Levinem a California Guitar Trio. Společně s Treyem Gunnem je členem projektů TU a KTU, v roce 2008 vznikla superskupina HoBoLeMa, ve které také působí.